# Langfjords kyrka
Langfjords kyrka är en långkyrka från 1891 i Alta kommun i Finnmark fylke, Norge. 
Byggnaden är i trä och har plats för 250 besökare. 
Langfjords kyrka är ett kulturminne och ska därför enligt lag bevarar till framtiden. 